# Adenophora lobophylla
Adenophora lobophylla är en klockväxtart som beskrevs av Hong De-Yuan. Adenophora lobophylla ingår i släktet kragklockor, och familjen klockväxter. Inga underarter finns listade i Catalogue of Life.